# غيتار بيت فرانكلين
غيتار بيت فرانكلين (بالإنجليزية: Guitar Pete Franklin)‏ هو عازف قيثارة ومغني وعازف بيانو وكاتب أغاني أمريكي، ولد في 16 يناير 1928 في إنديانابوليس في الولايات المتحدة، وتوفي بنفس المكان في 31 يوليو 1975 بسبب أمراض القلب.

## وصلات خارجية
- غيتار بيت فرانكلين على موقع ميوزك برينز (الإنجليزية)
- غيتار بيت فرانكلين على موقع ديسكوغز (الإنجليزية)